# 938 Chlosinde
938 Chlosinde è un asteroide della fascia principale del diametro medio di circa 26,79 km. Scoperto nel 1920, presenta un'orbita caratterizzata da un semiasse maggiore pari a 3,1514694 UA e da un'eccentricità di 0,1938508, inclinata di 2,66924° rispetto all'eclittica.
Il nome per questo asteroide è stato scelto a caso dal popolare calendario Lahrer Hinkender Bote, pubblicato nella città di Lahr/Schwarzwald, in Germania.